# Christian Thomas
Christian Richard Thomas (født 7. februar 1896 i København, død 4. oktober 1970 i Gentofte) var en dansk gymnast, som deltog i  OL 1920.

## Gymnastikkarriere
Sammen med 19 andre danske deltagere deltog han i holdgymnastik efter frit system ved OL 1920 i Antwerpen. Kun to nationer stillede op, og Danmark fik 51,35 point på førstepladsen, mens Norge vandt sølv med 48,55 point.